# Symphysodontella subulata
Symphysodontella subulata là một loài Rêu trong họ Pterobryaceae. Loài này được Broth. miêu tả khoa học đầu tiên năm 1909.